# Molgula riddlei
Molgula riddlei is een zakpijpensoort uit de familie van de Molgulidae. De wetenschappelijke naam van de soort werd in 2011 voor het eerst geldig gepubliceerd door Françoise  Monniot.